# Lycée-collège de l'Abbaye de Saint-Maurice
 (août 2023).
Le Collège de l'Abbaye de Saint-Maurice est une école de maturité publique et mixte, rattachée à l'abbaye de Saint-Maurice d'Agaune à Saint-Maurice dans le canton de Valais en Suisse. Fondé en 1806 et étroitement lié à l'abbaye, l'établissement bicentenaire est un des hauts lieux de l'enseignement secondaire II en Suisse. Il compte plusieurs personnalités, dont certaines de premier plan, parmi ses anciens élèves.
Il est aujourd'hui propriété de l'État du Valais.

## Généralités
D'abord école monastique depuis le VIe siècle, l'abbaye ayant été fondée en 515, l'établissement a été officiellement reconnu par la Diète de la République du Valais en 1806, et obtient un statut d'établissement semi-public. L'internat et l'enseignement d'excellente qualité en feront la réputation durable de l'établissement, qui deviendra un des berceaux des élites romandes et valaisannes. À titre d'exemple, on citera l'écrivain Maurice Chappaz, l'écrivaine Noëlle Revaz, l'ancien conseiller fédé Pascal Couchepin, l'ancien président de la Banque nationale suisse Jean-Pierre Roth (en), ou encore le bienheureux Maurice Tornay, qui tous ont été élèves de l'établissement.
Le recteur (directeur) de cet établissement, un chanoine (augustin régulier), est à la tête d'un corps professoral d'une centaine de personnes. Une partie des quelque 1200 élèves pouvaient s'y inscrire en internat. Mais à la fin juin 2021, l'Abbaye ferme cet établissement. Le bâtiment sera racheté par l'État du Valais et transformé en salles de classe.
Depuis la rentrée 2016, le collège dispense une passerelle DUBS vers l'Université; en outre, depuis la rentrée 2014, le collège offre la possibilité d’effectuer son cursus scolaire dans une filière bilingue français-anglais.

### Bicentenaire
Durant toute l'année scolaire 2006-2007, le collège a fêté les deux cents ans de sa reconnaissance officielle par le Valais, en présence de nombreux anciens étudiants, dont plusieurs personnalités. L'institution compte parmi ses anciens étudiants de nombreuses personnalités nationales et internationales.

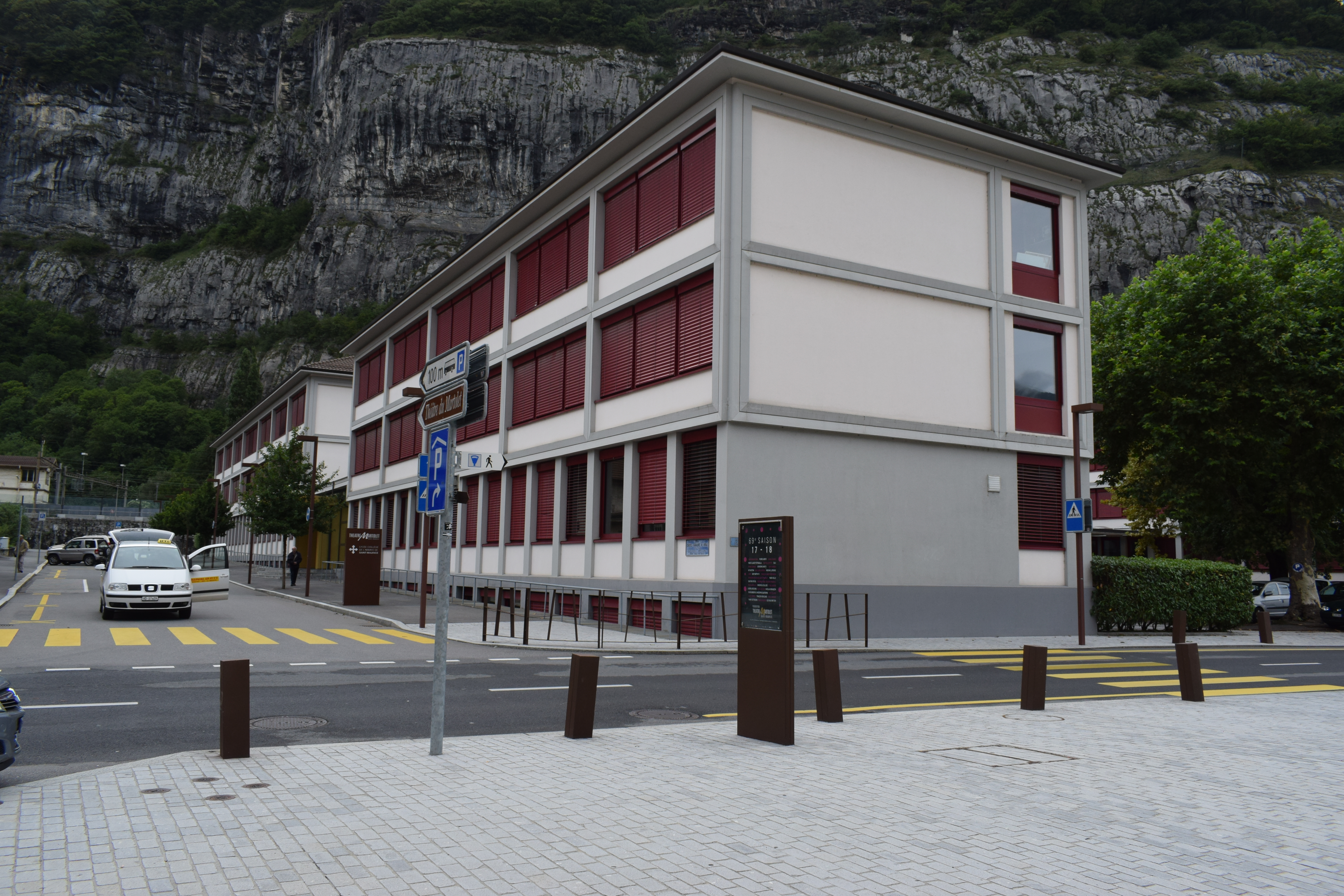
Vue du « nouveau » collège, construit en 1960.

## Rachat par l'État du Valais
Le 1er janvier 2022, une redéfinition des rapports entre Collège de l'Abbaye et le Canton du Valais entre en force, résultat de la signature, en septembre 2021, d'une convention entre les deux parties. Celle-ci stipule la vente du « nouveau collège », construit en 1960, au Canton, tandis que « l'ancien collège », qui servait d'internat, sera loué à l'État du Valais, après une rénovation complète, qui doit aboutir à la transformation des locaux en salle de classe. Les coûts sont pris en charge par l'Abbaye, qui s'engage à investir le produit de la vente du collège dans cette transformation, et à perpétuer ainsi la qualité de l'enseignement de l'établissement. C'est ainsi que 35 millions de francs suisses seront investis pour rénover les bâtiments existants, les agrandir, et construire deux nouvelles salles de gymnastique. À la fin des travaux, le site accueillera 1250 élèves,.

## Ancien professeur
- Pierre Marie Pouget, enseignant, écrivain et philosophe vaudois[11]

## Anciens élèves
- Georges Athanasiadès, maître organiste et chanoine suisse ;
- Philippe Becquelin, dessinateur de presse connu sous le nom de Mix & Remix ;
- Béatrice Berrut, pianiste concertiste[12] ;
- Sepp Blatter, ancien président de la FIFA ;
- Georges Borgeaud, écrivain (Prix Renaudot 1974) ;
- Nicolas Buttet, prêtre catholique, supérieur général et fondateur de la Fraternité Eucharistein
- Michel Campiche, écrivain, historien et enseignant vaudois ;
- Maurice Chappaz, écrivain ;
- Marc Chardonnens, chef du service de l'environnement du canton de Fribourg de 2004 à 2015, directeur de l'OFEV de 2016 à 2019[13] ;
- Pascal Couchepin, radical, président de la Confédération en 2003 et en 2008[14] ;
- Gilbert Coutaz, directeur des Archives de la ville de Lausanne, puis des Archives cantonales vaudoises ;
- Pascal Crittin, directeur de la Radio télévision suisse ;
- Jacques Deschenaux, journaliste sportif à la Télévision suisse romande ;
- Claude Dubuis, musicien, organiste et compositeur vaudois de renom[15] ;
- Alphons Egli, président de la Confédération en 1986 ;
- Simon Epiney, conseiller aux États valaisan ;
- Jacques Fellay, médecin-chercheur, expert en génomique et en infectiologie (Prix Latsis 2012) ;
- Marcel Gard ; ancien conseiller d'État du Valais ; président du Valais en 1949, 1954 et 1958[16] ;
- Léonard Gianadda, journaliste, ingénieur, promoteur immobilier et mécène suisse ;
- François Gross, journaliste fribourgeois ;
- Pascal Hufschmid, directeur du Musée international de la Croix-Rouge et du Croissant-Rouge[17] ;
- François Lachat, homme politique suisse du canton du Jura, membre du Parti démocrate-chrétien dont il fut vice-président sur le plan suisse ;
- Stéphane Lambiel, patineur artistique, champion du monde en 2005 et 2006 ;
- Angelin Lovey, missionnaire au Tibet, et prévôt du Grand-Saint-Bernard ;
- Jérôme Meizoz, enseignant universitaire, critique littéraire et écrivain ;
- Guy Mettan, journaliste, artiste et personnalité politique ;
- Philippe Nantermod, libéral radical, conseiller national depuis 2015 ;
- Daniel Rausis, humoriste, animateur radio sur Espace 2 et sur la Première ;
- Noëlle Revaz, écrivain ;
- Philippe Revaz, journaliste et présentateur du téléjournal 19h30 ;
- Claude Roch, ancien conseiller d'État valaisan[18] ;
- Jean Romain, écrivain et philosophe ;
- Stéphane Rossini, ancien conseiller national socialiste ; actuel directeur de l'OFAS ;
- Jean-Pierre Roth (en), banquier, président de la Banque Nationale Suisse (2001-2009)[19],[20] ;
- Claude Rouiller, président du Tribunal fédéral suisse et du Tribunal de l'Organisation du Travail ;
- Christophe Schenk, journaliste et écrivain vaudois ;
- André Simonazzi, vice-chancelier de la Confédération et porte-parole du Conseil fédéral depuis 2008[21] ;
- Maurice Tornay, prêtre, Chanoine régulier du Grand Saint-Bernard et missionnaire au Tibet ;
- Agnès Wuthrich, journaliste et présentatrice du téléjournal 12h45 à la télévision suisse romande ;
- Daniel Yule, skieur au sein de l'équipe nationale suisse ;
- Nuit Incolore, chanteur suisse.

### Profil des anciens élèves
En 2014, l'Association des anciens élèves du Collège de St-Maurice, Alyca, a effectué un sondage parmi ses membres, visant à établir un profil des parcours professionnels des anciens élèves du Collège. 337 anciens élèves sur les près de mille membres de l'Association y ont répondu.
- 73% des répondants étaient des hommes et 27% des femmes.
- 22% de maturité scientifique, 20% maturité latin-anglais, 17% maturité socio-économique, 12% maturité latin-grec, 12% maturité  latin-sciences. Il est important de noter qu'au fil des 200 ans d'existence du Collège, les sections ont mué en options, ce qui donne une vision parcellaire des filières empruntées.
- Bien que le lycée-collège soit souvent connu pour son internat, le sondage montre pourtant que 70% des répondants étaient des élèves externes.
- Le sondage a aussi mis en évidence qu'en 2014, les anciens élèves habitaient : 47% en Suisse romande (hors Valais), 40% en Valais, 6% en Suisse alémanique, 4% en Europe et 3% hors d’Europe
- Après la maturité, les étudiants qui ont choisi de poursuivre leurs études (80%) sont allés à : l’université de Lausanne (36%), l’université de Fribourg (19%), l’École polytechnique fédérale de Lausanne (16%), l’université de Genève (15%), une Haute École spécialisée (5%) et l'École polytechnique fédérale de Zurich (4%).

## Vie estudiantine
Le collège propose une large palette d'activités parascolaires, autour de la culture, de la montagne et du sport.
On peut relever qu'au début des années 1980, l'humoriste Daniel Rausis, alors encore élève de l'établissement, crée la « Non-Stop », fête thématique « réalisée par et pour les élèves » . Chaque année, un comité élu parmi les élèves de 4e année met sur pied un projet d'une journée, leur permettant ainsi d'acquérir une expérience dans le monde de l'organisation et du spectacle. Le matin, diverses activités sont proposées, tandis que l'après-midi a lieu un spectacle théâtral parodiant les enseignants, mis en scène et joué par des élèves.[réf. nécessaire]

## Théâtre du Martolet
Le Théâtre du Martolet est une salle de spectacle aménagée au cœur du lycée-collège de l'Abbaye. Cette salle de spectacle est inaugurée en 1963 et rénovée en 1999 puis de 2014 à 2016, sa capacité est de 925 places ce qui en fait la plus grande salle de spectacle en place assise du canton.